# Mariä Verkündigung (Taiting)

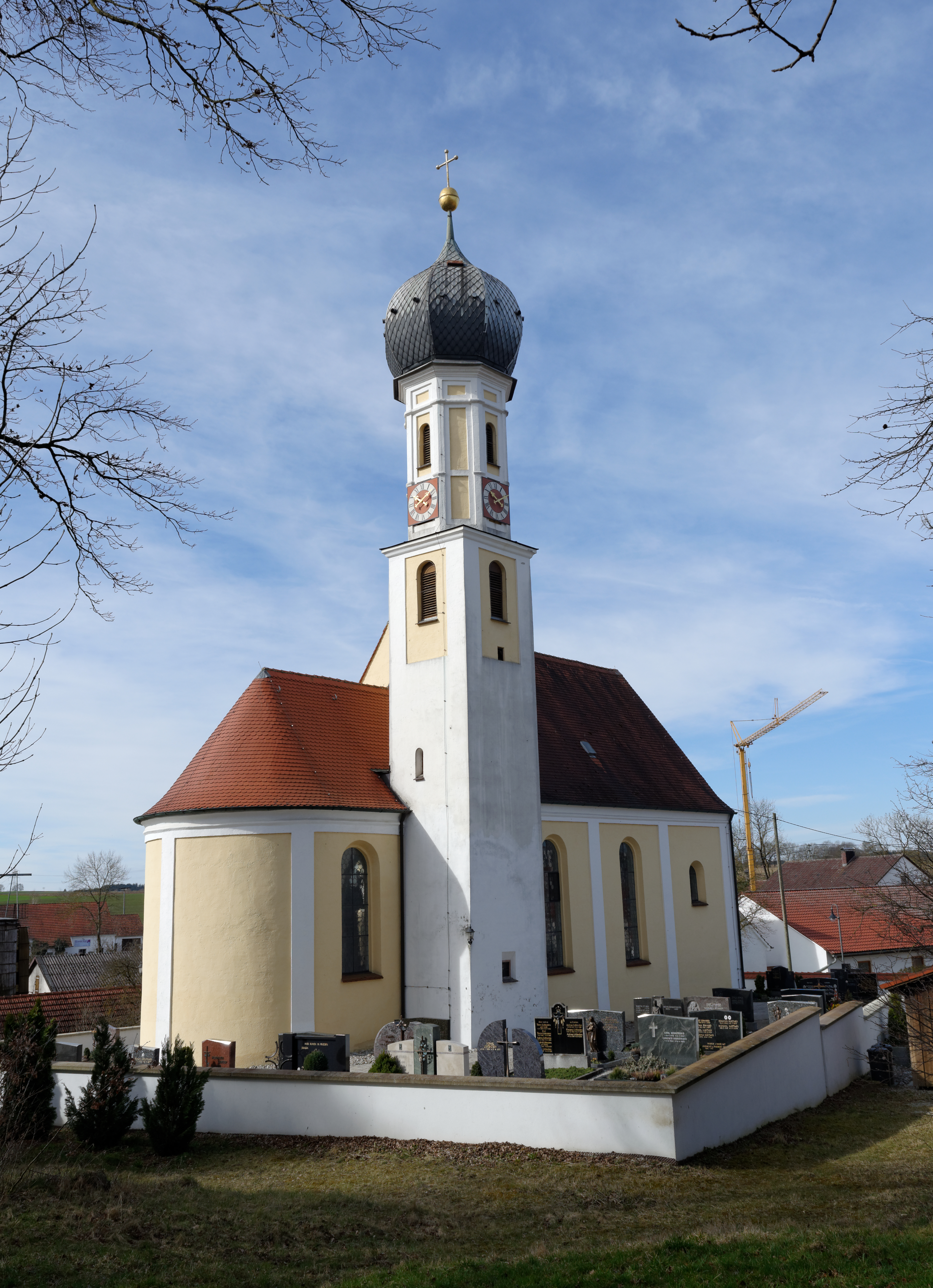
Mariä Verkündigung in Taiting

Die katholische Pfarrkirche Mariä Verkündigung ist ein Baudenkmal in Taiting bei Dasing.

## Geschichte
Der Vorgängerbau wurde im Zuge des Spanischen Erbfolgekriegs 1704 stark beschädigt. Ein Neubau erfolgte 1712, wobei der erhaltene Turm der Vorgängerkirche in den Neubau integriert wurde.
Eine detaillierte, 20 Quadratmeter große Weihnachtskrippe lockt jedes Jahr zahlreiche Besucher nach Taiting.

## Baubeschreibung
Bei Mariä Verkündigung handelt es sich um einen flachgedeckten Saalbau mit eingezogenem, halbrund geschlossenem Chor unter einer Stichkappentonne. Auf dem nördlichen Turm mit quadratischem Grundriss ist ein Oktogon mit Zwiebelhaube aufgesetzt.

## Ausstattung
Die Fresken aus dem Jahre 1797 sind von Johann Baptist Anwander. Sie zeigen im Chor die Heimsuchung Mariä und seitlich Putten. An den Wänden ist die Weissagung Simeons und der 12-jährige Jesus im Tempel dargestellt. Im Langhaus ist die Anbetung der Hirten und der Zug der Heiligen Drei Könige zu sehen. Seitlich sind die Kirchenväter dargestellt. Der Hochaltar ist um 1770 entstanden und zeigt Mariä Verkündigung. An den Seiten stehen Figuren der Heiligen Josef und Joachim. Die Seitenaltäre um 1710/20 zeigen links den heiligen Johann Nepomuk und rechts den heiligen Sebastian. Die Figuren stellen links die Heiligen Thomas und Andreas und recht die Heiligen Petrus und Paulus dar. Die Apostelstatuetten aus der Mitte des 18. Jahrhunderts stammen ursprünglich aus der Kapelle St. Emmeram. Die Halbfigur der Mater Dolorosa ist um 1760/70 entstanden. Die Kanzel ist aus dem 18. Jahrhundert.